# Lewis Milestone

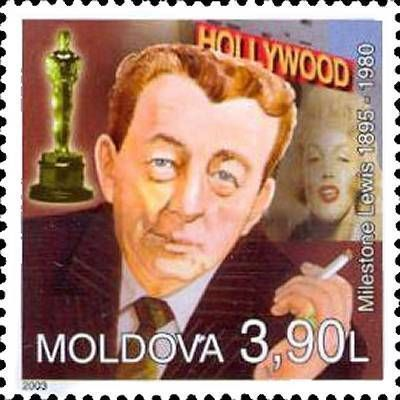
Moldauische Briefmarke mit Lewis Milestone und im Hintergrund Marilyn Monroe (2003)

Lewis Milestone (* 30. September 1895 in Chișinău, Bessarabien – heute Republik Moldau – als Lev Milstein; † 25. September 1980 in Los Angeles, Kalifornien) war ein US-amerikanischer Filmregisseur, Drehbuchautor und Filmproduzent. Als Regisseur wurde er zweimal mit dem Oscar ausgezeichnet. Sein bekanntestes Werk ist wahrscheinlich der Antikriegsfilm Im Westen nichts Neues (1930).

## Leben
Lev Milstein entstammte einer wohlhabenden jüdischen Familie, die sich in der damals russischen Ukraine und in Bessarabien (heute: Republik Moldau) angesiedelt hatte. Sein Vetter war der weltberühmte Violinvirtuose Nathan Milstein. Lev Milstein studierte Maschinenbau in Gent, bevor er vor dem Ausbruch des Ersten Weltkriegs in die USA übersiedelte. Dort arbeitete er zunächst in verschiedenen Gelegenheitsjobs, trat während des Krieges aber in die US-Armee ein, wo er in verschiedenen Funktionen – unter anderem als Kameraoperateur und Regieassistent – an der Herstellung von Lehrfilmen beteiligt war.
Nach dem Krieg konnte er aufgrund dieser Tätigkeiten schon bald einen Beruf in der wiederauflebenden Filmindustrie von Hollywood ergattern. Ab 1918 übte er Regiearbeiten bei mehreren kleinen Filmen aus, während er bei größeren Filmen unter anderem als Regieassistent beschäftigt war. Spätestens zu dieser Zeit hatte er seinen jüdischen Namen zu Lewis Milestone amerikanisiert. Eine Motivation dafür kann der Antisemitismus in den USA gewesen sein.
Mitte der 1920er-Jahre etablierte sich Milestone als Hollywood-Regisseur durch seine Zusammenarbeit mit dem Industriemagnaten und Filmproduzenten Howard Hughes. Auch seine erste Komödie Die Schlachtenbummler mit William Boyd und Mary Astor in den Hauptrollen wurde 1927 von Hughes produziert und brachte ihm bei der ersten Oscarverleihung einen Oscar ein. Da nur in diesem Jahr der Oscar für die beste Regie in den beiden Kategorien Drama und Komödie vergeben wurde (eine Teilung, die ein Jahr später aufgehoben wurde), ist Milestone der einzige Regisseur, der je einen Oscar in dieser Kategorie erhalten hat.
Mit dem Erfolg von Die Schlachtenbummler wurden ihm zunehmend größere Projekte angeboten. Für seine Adaption von Erich Maria Remarques gleichnamigen Roman All Quiet on the Western Front mit Louis Wolheim und Lew Ayres in den Hauptrollen stand ihm ein für damalige Zeiten enormes Budget von 1,25 Millionen US-Dollar zur Verfügung. Der Film wurde ein großer Erfolg, sowohl bei Kritikern als auch beim Publikum, und wurde 1930 mit zwei Oscars ausgezeichnet – als bester Film und für die beste Regie.
Im folgenden Jahr drehte Milestone die erfolgreiche Komödie The Front Page mit Pat O’Brien und Adolphe Menjou in den Hauptrollen. Wieder wurde er für den Oscar nominiert, konnte ihn diesmal aber nicht gewinnen. 1932 war er verantwortlich für Rain, der Adaption einer Erzählung von W. Somerset Maugham mit Joan Crawford in der Hauptrolle. Milestone wechselte in der folgenden Zeit mehrfach das Genre, er drehte Musicals wie Anything Goes, Abenteuerfilme wie Der General starb im Morgengrauen und Melodramen, konnte aber an den großen Erfolg seiner Filme aus der Zeit um 1930 nicht anknüpfen. Erst 1939, mit der Verfilmung des Romans Von Mäusen und Menschen von John Steinbeck hatte Milestone wieder einen kommerziellen Hit. 
In den 1940er-Jahren inszenierte Milestone als bereits erfahrener Regisseur von Filmen im Kriegsgeschehen mehrere Filme, die den damals aktuellen Zweiten Weltkrieg abhandelten und zu seinen wichtigsten Regiearbeiten dieser Zeit gezählt wurden. Aufstand in Trollness (1943) und Landung in Salerno (1945) drückten keine direkten Antikriegsbotschaften wie Im Westen nichts Neues auf, zeichneten sich aber durch ihre Konzentration auf die Auswirkungen des Krieges auf die Einzelpersonen und eine differenzierte Erzählweise aus. Mit The North Star drehte er 1944 einen für sechs Oscars nominierten Film, der später insbesondere als Beispiel für Hollywoods romantisierende Darstellung des Stalinismus in der Zeit des Weltkriegs in Erinnerung blieb. 1946 inszenierte er Die seltsame Liebe der Martha Ivers, einen vielgelobten Film noir. Im Jahr 1948 folgte er mit Triumphbogen eine weitere Remarque-Verfilmung, in der Ingrid Bergman und Charles Boyer die Hauptrollen spielten, die aber deutlich weniger erfolgreich war. Anfang der 1950er-Jahre drehte er mit Okinawa (1951) und They Who Dare (1954) noch zwei Filme über den Pazifikkrieg im Zweiten Weltkrieg.
Mitte der 1950er-Jahre zog er sich zunehmend aus dem Filmgeschäft zurück und arbeitete stattdessen an Fernsehserien und -filmen. In dieser Zeit geriet er in der McCarthy-Ära unter den Verdacht, ein Kommunist zu sein, kam aber nie auf eine Schwarze Liste. 1959 wagte er mit dem über den Koreakrieg handelnden Mit Blut geschrieben einen letzten Ausflug in das Kriegsgenre. Der Film mit Gregory Peck, in dem amerikanische Truppen einen Hügel auf blutige Weise erobern sollen, während parallel bereits über Frieden verhandelt wird, wurde von Kritikern oft als einer der besten Filme über den Koreakrieg empfunden. Einen großen kommerziellen Erfolg konnte er 1960 mit der Komödie Frankie und seine Spießgesellen (Ocean's Eleven) mit Frank Sinatra und seinen Freunden in den Hauptrollen aufweisen. Seinen letzten Spielfilm drehte er 1962 mit Meuterei auf der Bounty. Die Hauptrollen übernahmen Marlon Brando, Trevor Howard und Richard Harris. Milestone übernahm die Regie von Carol Reed, nachdem dieser sich mit Brando wegen dessen Sonderwünschen und Starallüren überworfen hatte. Im Gegensatz zu Reed legte sich Milestone aber nicht mit Brando an, sondern ließ ihn einfach gewähren. Der Film wurde zu einem finanziellen Desaster und gefährdete den Bestand des Filmstudios MGM.
In den folgenden Jahren zog er sich endgültig aus dem Filmgeschäft zurück. Von 1926 bis zu ihrem Tod 1978 war er mit der Schauspielerin Kendall Lee Glaezner verheiratet. Er starb 1980, fünf Tage vor seinem 85. Geburtstag, in Los Angeles nach einer Operation.

## Einfluss
Elia Kazan arbeitete als Milestones Assistent in der Filmadaptierung von Clifford Odets’ The River is Red vom Bühnendrama zum Drehbuch. Der junge Kazan war von Milestone tief beeindruckt und nannte die Zusammenarbeit einen der „glücklichsten Abschnitte meines Lebens.“

## Filmografie (Auswahl)
- 1918: The Toothbrush (Kurzfilm)
- 1918: Posture (Kurzfilm)
- 1918: Positive (Kurzfilm)
- 1919: Fit to Win
- 1925: Seven Sinners
- 1926: The Caveman
- 1926: The New Klondike
- 1926: Fine Manners (ungenannt)
- 1927: Der kleine Bruder (The Kid Brother) (ungenannt)
- 1927: Die Schlachtenbummler (Two Arabian Knights)
- 1928: Der Garten Eden (The Garden of Eden)
- 1928: Wetterleuchten (Tempest) (ungenannt)
- 1928: The Racket
- 1929: Aschermittwoch (Betrayal)
- 1929: New York Nights
- 1930: Im Westen nichts Neues (All Quiet on the Western Front)
- 1931: The Front Page
- 1932: Rain
- 1933: Hallelujah I'm a Bum
- 1934: The Captain Hates the Sea
- 1935: Paris in Spring
- 1936: Anything Goes
- 1936: Der General starb im Morgengrauen (The General Died at Dawn)
- 1938: Gauner mit Herz (The Young in Heart) (ungenannt)
- 1939: The Night of Nights
- 1939: Von Mäusen und Menschen (Of Mice and Men)
- 1940: Glückspilze (Lucky Partners)
- 1941: My Life with Caroline
- 1941: Know for Sure (Kurzfilm)
- 1942: Our Russian Front (Dokumentar-Kurzfilm)
- 1943: Aufstand in Trollness (Edge of Darkness)
- 1943: The North Star
- 1944: The Purple Heart
- 1944: Guest in the House
- 1945: Landung in Salerno (A Walk in the Sun)
- 1946: Die seltsame Liebe der Martha Ivers (The Strange Love of Martha Ivers)
- 1948: Triumphbogen (Arch of Triumph)
- 1948: Eine Frau zuviel (No Minor Vices)
- 1949: Gabilan, mein bester Freund (The Red Pony)
- 1951: Okinawa (Halls of Montezuma)
- 1952: Gesetz der Peitsche (Kangaroo)
- 1952: Die Legion der Verdammten (Les Miserables)
- 1953: Wiedersehen in Monte Carlo (Melba)
- 1954: They Who Dare
- 1955: Geständnisse einer Frau (La vedova X)
- 1958: Schlitz Playhouse of Stars (Fernsehserie, zwei Folgen)
- 1958: Suspicion (Fernsehserie, eine Folge)
- 1958: Have Gun - Will Travel (Fernsehserie, zwei Folgen)
- 1959: Mit Blut geschrieben (Pork Chop Hill)
- 1960: Frankie und seine Spießgesellen (Ocean’s Eleven)
- 1962: Meuterei auf der Bounty (Mutiny on the Bounty)

## Auszeichnungen
- 1929: Oscar als „bester Regisseur einer Komödie“ für Die Schlachtenbummler (dort besonders der Abschnitt „Auszeichnungen“)
- 1930: Oscar als bester Regisseur für Im Westen nichts Neues
- 1931: Oscar-Nominierung als bester Regisseur für The Front Page
- 1931: Kinema Junpo Award für den besten ausländischen Film Im Westen nichts Neues
- 1940: Oscar-Nominierung als bester Regisseur für Von Mäusen und Menschen
- 1947: Internationale Filmfestspiele von Cannes nominiert bester Film  The Strange Love of Martha Ivers
- Am 8. Februar 1960 erhielt er einen Stern auf dem Walk of Fame (Höhe 7021 Hollywood Blvd.)
- 1963: Directors Guild of America nominiert für die beste Regie